# 生活協同組合パルシステム茨城 栃木
生活協同組合パルシステム茨城 栃木（せいかつきょうどうくみあいパルシステムいばらき とちぎ）は、茨城県水戸市に本部をおく生活協同組合。パルシステム生活協同組合連合会に加盟。組合員数は124,266人（2018年現在）。

## 沿革
- 1967年  茨城県労働者消費生活協同組合設立
- 1972年  日立市民生活協同組合設立
- 1980年  茨城県労働者消費生活協同組合、首都圏生活協同組合事業連絡会議（パルシステムの前身）に加入
- 1989年  日立市民生活協同組合と日立製作所日立生活協同組合が合併しひたちコープとなる。
- 1990年  茨城県労働者消費生活協同組合が首都圏コープ事業連合（現在のパルシステム生活協同組合連合会）に正式加盟する
- 1993年  茨城県労働者消費生活協同組合が生活協同組合コープあいに名称変更
- 1997年  ひたちコープが首都圏コープ事業連合に正式加盟
- 1999年  ひたちコープ、コープあい組織合同総会を開催
- 2000年  上記2生協は合併し、生活協同組合ハイコープとなる
- 2007年  生活協同組合パルシステム茨城に名称変更
- 2018年  生活協同組合パルシステム茨城 栃木に名称変更

## 店舗一覧
- 金沢店（日立市）

- 他に共同購入、個人購入の配達・受付を行うセンターが7ヶ所ある。

（水戸市・日立市・牛久市・土浦市・鹿嶋市・那珂市・栃木県小山市）